# Нароль
Нароль (пол. Narol, укр. Наріль)  —  город  в Польше, входит в Подкарпатское воеводство,  Любачувский повят.  Имеет статус городско-сельской гмины. Занимает площадь 12,4 км². Население — 2111 человек (на 2004 год).